# Leticia (mártir)
Santa Leticia (Colonia, Alemania, siglo V) virgen y mártir, probablemente una de las compañeras de  santa Úrsula. Es una de esas santas de las que se tienen unos muy exiguos datos biográficos que ofrezcan cierta garantía de veracidad histórica; parece ser, que sufrió el destierro y  martirio por defender su fe y pudor. Existen otras noticias, sobre ella, nada fiables desde el punto de vista científico más riguroso. 
Su nombre, en latín, significa “alegría, gozo”.

## Reliquias
En 1521 D. Hugo de Urriés, VIII° Señor de la Baronía de Ayerbe y casado con Dña. Greyda de Lanuza, en uno de sus muchos viajes visitó Bruselas. Allí tuvo conocimiento de que en el convento de Santa Clara de esta ciudad poseían la reliquia de la cabeça de la gloriossisima virgen Sancta Leticia. D. Hugo se hizo con la reliquia y la llevó a Ayerbe, donde fue recibida en medio de grandes fiestas y  depositada en la Colegiata de San Pedro para recibir la veneración pública. El documento de “auténtica” (conservado hasta el siglo XVIII), expresaba estar fechado en Bruselas a 10 de septiembre de 1521 y que, a su vez, provenía de Colonia (Alemania).
Fallecido D. Hugo, su viuda, Dña. Greyda, en junio de 1549 depositó la reliquia en el convento de Santo Domingo, que ambos esposos habían mandado edificar. El 2 de septiembre de ese mismo año Doña Greyda devolvió la reliquia a la Colegiata de San Pedro, donándola a su capítulo eclesiástico y acto seguido, haciendo valer su condición de señora temporal de Ayerbe y sus aldeas, la proclamó patrona principal de la villa, destronando de tal honor a santa Bárbara, que lo había sido hasta la expresada fecha.
Pese a que en el siglo XVIII se aseguraba que la festividad litúrgica de santa Leticia era el 21 de octubre, desde 1549 en Ayerbe se celebra, por superior decreto, el día 9 de septiembre.